# Abraou-Diourso
 (août 2017).
Si vous disposez d'ouvrages ou d'articles de référence ou si vous connaissez des sites web de qualité traitant du thème abordé ici, merci de compléter l'article en donnant les références utiles à sa vérifiabilité et en les liant à la section « Notes et références ».
Abraou-Diourso (en russe : Абрау-Дюрсо) est un village du kraï de Krasnodar. Il fait partie de la subdivision administrative de la ville de Novorossiisk.

## Géographie
Abraou-Diourso se trouve à 14 km à l'ouest de la ville de Novorossiisk, et à 5 km au nord du littoral de la mer Noire. Le village se trouve sur le rivage du lac Abraou, à la confluence de la rivière du même nom.
Le village de Diourso est lui situé sur les rives de la mer Noire. Il abrite une plage de galets, coincée entre deux falaises au-delà desquelles se trouvent des plages sauvages. Des bases de loisir se situent de part et d'autre des falaises: «Le Marin» (en russe : Моряк) ou «la Frégate» (en russe : Фрегат) au nord-ouest, ou le pittoresque petit lac d'eau douce, «Petit Estuaire» (en russe : Малый Лиман ou Лиманчик), au sud-est.
L'eau du lac Abraou est chaude et propre, mais boueuse à cause des roches calcaires.
Depuis 2012, Abraou-Diourso met à disposition la base d'entraînement «le Monde du football», qui accueille des tournois de football et permet la préparation des équipes des divisions russes.

## Histoire
Les domaines de la famille impériale, à Abraou-Diourso, sont fondés en 1870 par décret du chef de la Circonscription de la mer Noire, le Général-major Dmitri Vassiliévitch Pilenko. L'appropriation des terres, pour le bénéfice du département chargé de leur administration, est réalisée en 1871. Le premier arpentage des forêts, prairies et steppes, fait état d'une superficie de 7 200 dessiatines, soit 7 866 hectares.
Des expériences sur la culture du raisin sont lancées sous la direction de Fiodor Ivanovitch Gaïdouk, ingénieur agronome attaché à la Circonscription de la mer Noire. En 1872, il achète à l'étranger une sélection de divers cépages de la vallée du Rhin, riesling et portugieser.
En 1873-1874, environ 8 000 pieds de vigne sont plantés à Abraou-Diourso, sur une superficie de 3 200 sagènes carrées, soit 6 800 m2. Plus tard Fiodor Gaïdouk y cultivera aussi du sauvignon, du pinot-franc et pinot gris, des traminers, etc.
Les premières vendanges des vignes d'Abraou-Diourso se déroulent en 1877. Des caves sont construites en 1882 pour assurer la fermentation du vin. Un deuxième sous-sol est creusé en 1886 qui contient 13 600 cuves.
Le vigneron Edouard Avgoustovitch Wedel crée, en 1882, un millésime de « Riesling » et un « Cabernet Abraou ». Au milieu des années 1890 sont finalement développés différents millésimes « Abraou-Diourso » : des sauternes, lafites, bordeaux et bourgognes.
En 1891, le prince Lev Sergueïevitch Golitsyn est nommé chef vigneron des domaines du tsar. Conformément à ses recommandations, l'on commence à préparer des vins mousseux suivant la « méthode champennoise ». La construction des caves est améliorée.
Depuis 1893 de plus en plus de cépages consacrés au champagne sont plantés, qui vont vite représenter plus de la moitié des surfaces occupées par les vignobles. Entre 1894 et 1900, une usine et cinq galeries souterraines sont construites. La route qui relie Abraou-Diourso à Novorossiisk est pavée.
En 1898, les premiers champagnes de la marque « Abraou » sont produits.
En 1899, l'ensemble des spécialistes de la production du champagne, situés à Soudak en Crimée, sont transférés à Abraou-Diourso.
En 1920, la ferme d'État viticole « Abraou-Diourso » est créée sur l'emplacement des anciens domaines du tsar. À cette période, le directeur de la ferme est Anton Mikhaïlovitch Frolov-Bagreïev (1877-1953), père fondateur des différentes variétés soviétiques de production de champagne.
La première cuvée de champagne soviétique, produite en 1928 par Anton Frolov-Bagreïev selon la « méthode des réservoirs », s'élève à 36 000 bouteilles.
Le 28 juillet 1936, lors d'une réunion du Politburo, et l'implication personnelle de Joseph Staline, un décret est pris par le Conseil des Commissaires du peuple (Sovnarkom) de l'URSS et le Comité central du PCUS « Sur la production de champagne soviétique, desserts et vins de table ». Le décret prévoit une large production de « Champagne soviétique », selon la méthode des réservoirs, dans les usines existantes (y compris celle d'Abraou-Diourso).
Le 5 février 1937, la résolution n°213 est prise par le Conseil des Commissaires du peuple de l'URSS, « Sur l'élargissement de la base des matières premières pour la production de champagne soviétique, de vins de dessert de haute qualité, dans les fermes collectives de la RSFSR », pour l'usage de l'entreprise d'Abraou-Diourso:

« Concentrer les matières premières de base pour la production de champagne soviétique en URSS: a) principalement dans les zones adjacentes à la zone de production de champagne existante, à la ferme Abraou-Diourso : à Novorossiisk, Anapa, Guelendjik, Temriouk, sur les littoraux de la mer d'Azov et de la mer Noire. »

Le sovkhoze et l'usine Abraou-Diourso sont installés à l'entrée du village le 23 juillet 1948.
À la fin des années 2000, la ferme-village d'Abraou-Diourso est transformée en village.

## Population
Recensements (*) ou estimations de la population
| 1926* | 1959* | 1970* | 1979* | 1989* |
| ----- | ----- | ----- | ----- | ----- |
| 1 079 | 3 462 | 2 691 | 3 505 | 2 792 |

| 1996* | 2002* | 2010* | - | - |
| ----- | ----- | ----- | - | - |
| 4 328 | 2 982 | 3 519 | - | - |

## Galerie

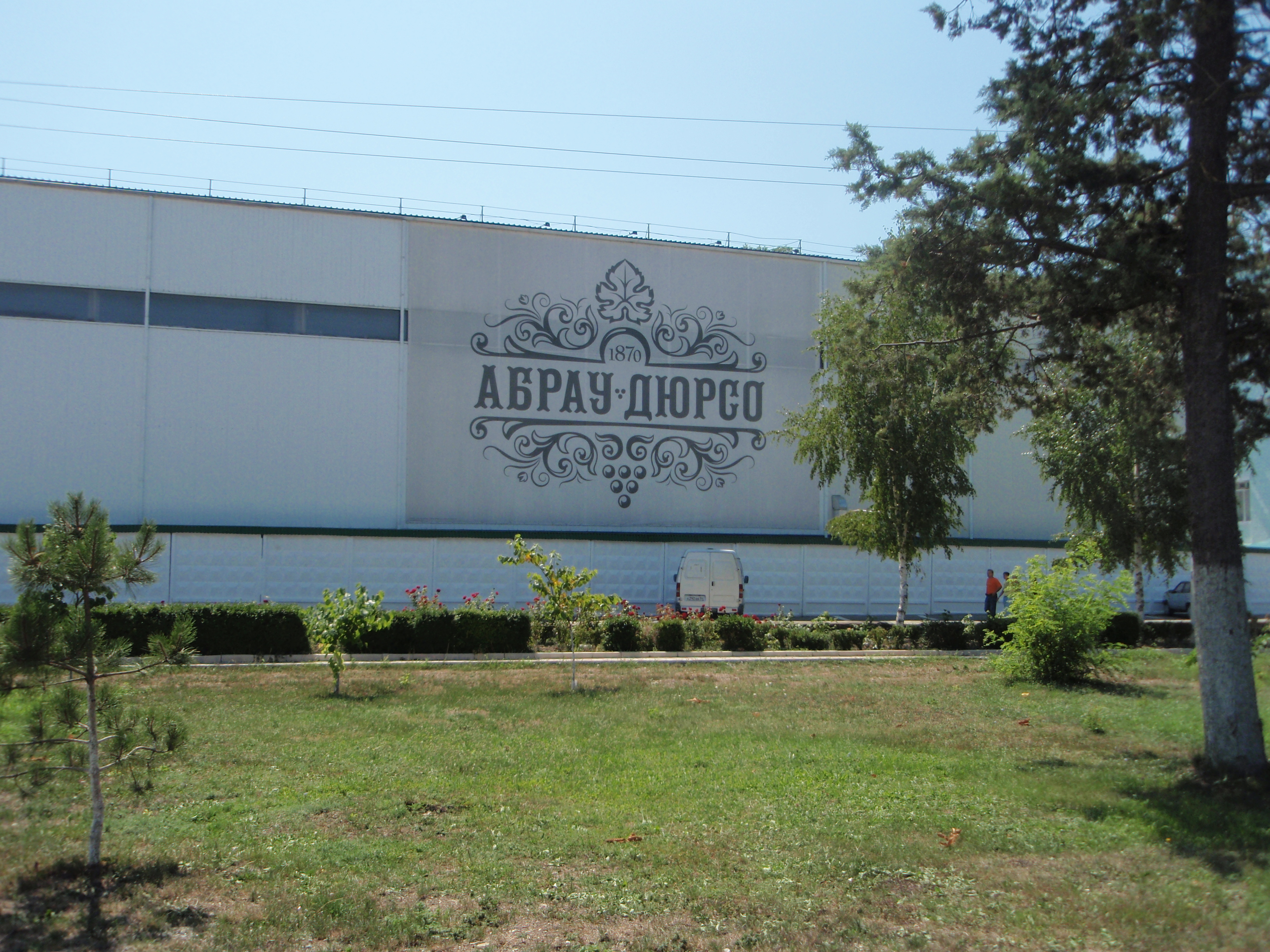
L'usine d'Abraou-Diourso
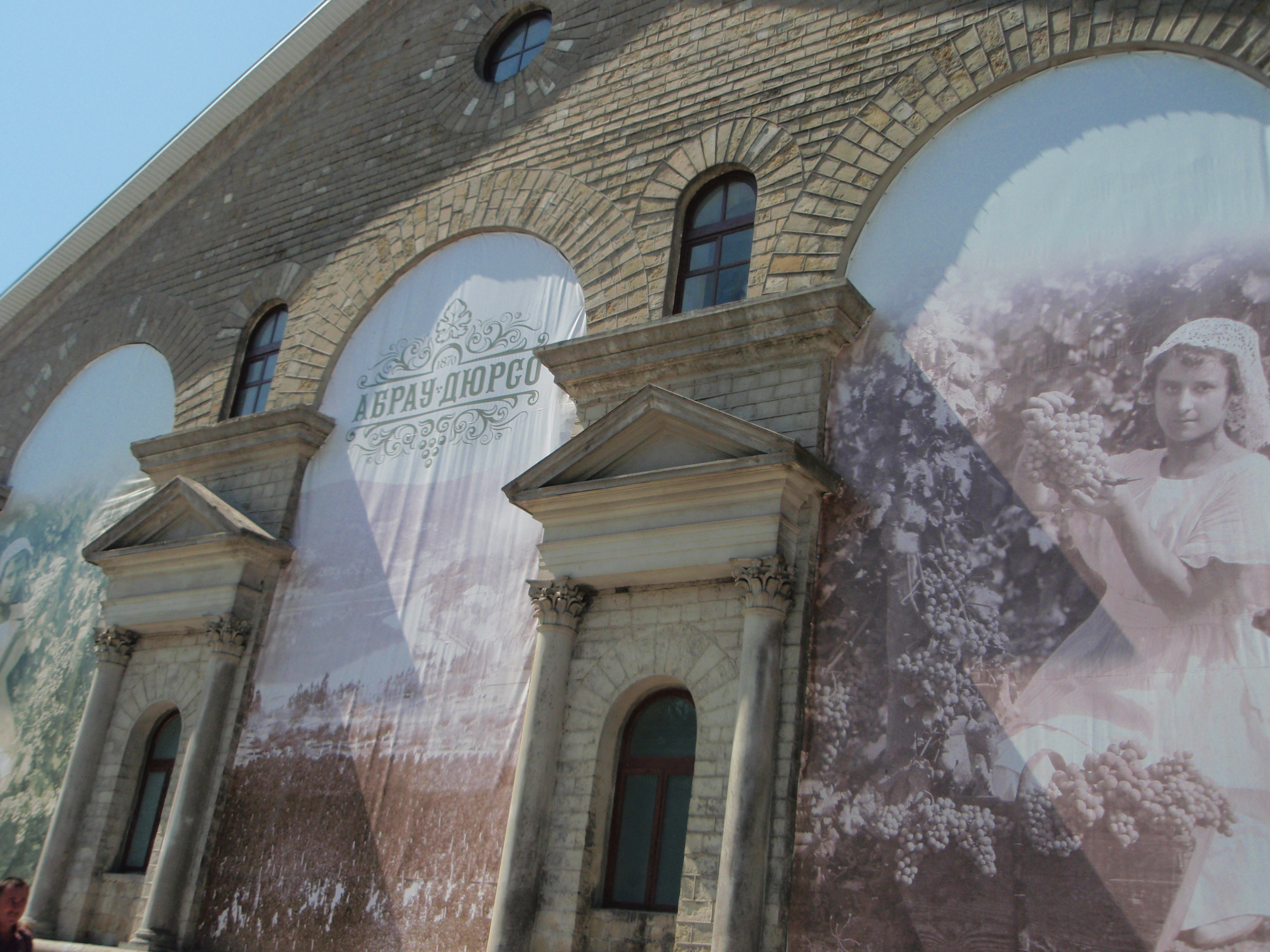
Façade principale
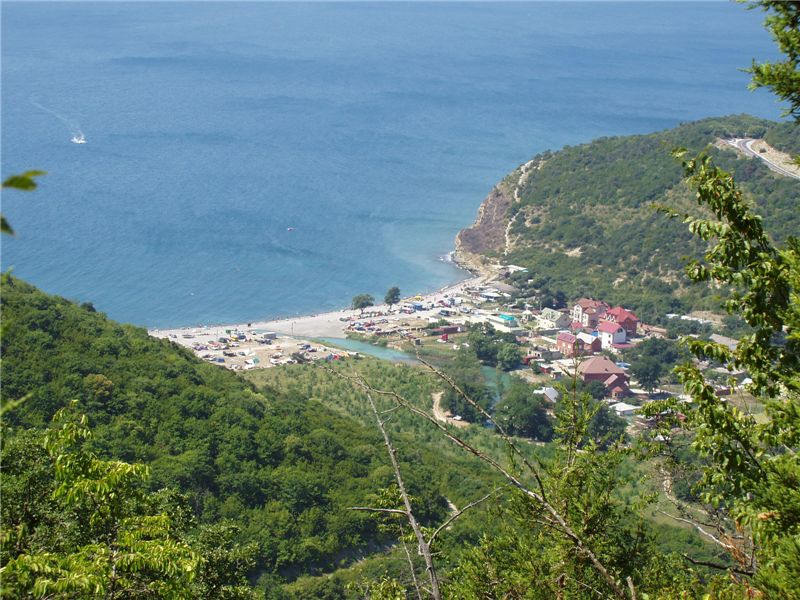
La station de Diourso, sur la mer Noire
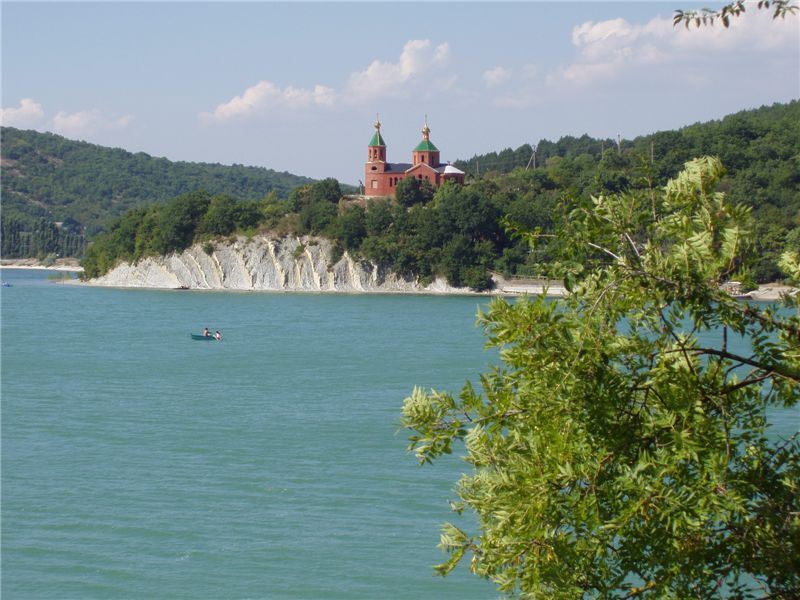
Le lac Abraou
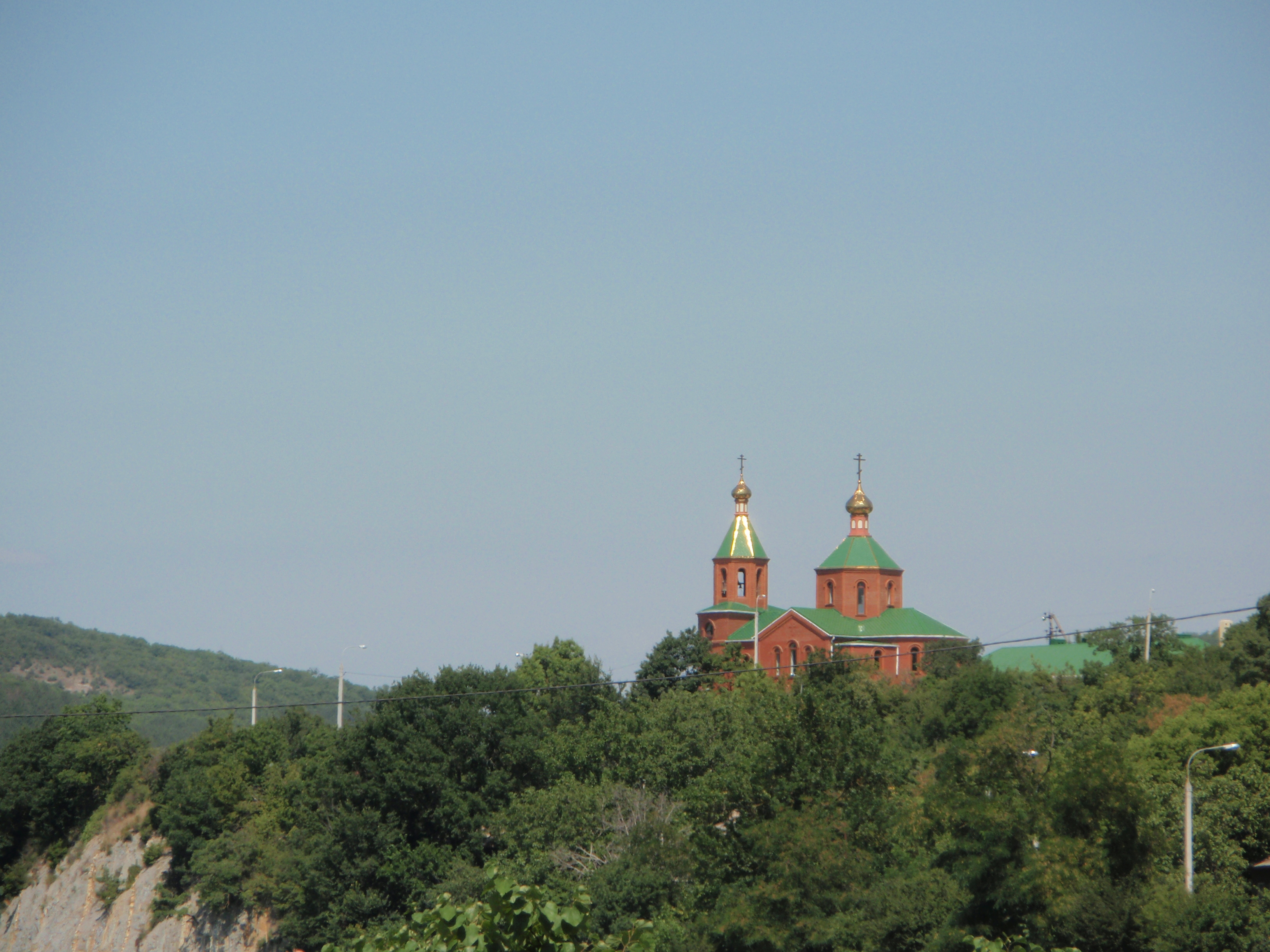
Une église en surplomb du lac
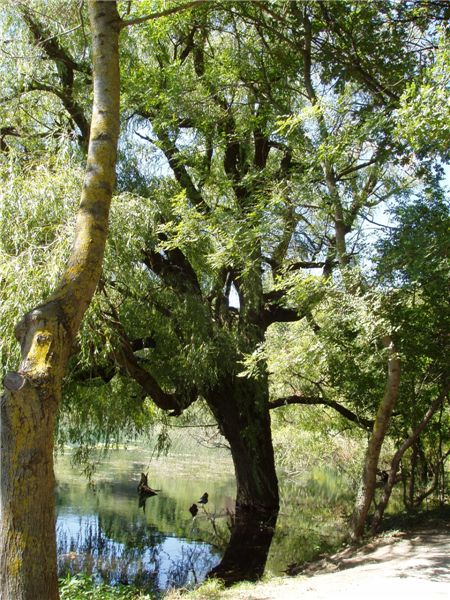
Le Petit Estuaire, lac d'eau douce